# 李中正
李中正（1582年4月19日—1634年），字以敬，號觀其，改號省衷，河南河南府盧氏縣（今河南省盧氏縣）人，占籍宜陽縣，明朝官员、进士出身。

## 生平
萬曆四十三年（1615年）乙卯科河南鄉試第10名舉人，萬曆四十七年己未科易四房會試中式第54名，天啓二年壬戌科殿試三甲139名進士，兵部觀政，三年二月任承天府推官，七年升爲兵部車駕司主事。崇禎初年，因病致仕歸鄉。崇禎六年，因河北盜亂涉及盧氏縣。李中正因率眾抵禦寇亂，寡不敵眾而身亡。

## 家族
曾祖李燦；祖父李武；父李安；前母薛氏，母杨氏，继母杨氏。永感下，兄；弟中和。子与楫、与权、与桓，俱生员。

## 延伸阅读
[在维基数据编辑]
 《明史卷二百九十二》，出自《明史》